# 스콧 시볼
스캇 앤소니 시볼(Scott Anthony Seabol, 1975년 5월 17일 ~ )은 전 KBO 리그 KIA 타이거즈의 외국인 야구 선수이다.
우투우타의 내야수로, 2001년 5월 8일 메이저 리그 팀 뉴욕 양키스에서 데뷔한 후 통산 타율 .217, 홈런 1개, 타점 10개를 기록했다. 2006년 한국프로야구의 기아 타이거즈에 마이크 서브넥의 대체선수로 입단했으나 48경기에 나와 타율 .163 홈런 6개, 타점 14개를 기록하고 시즌이 끝나자 퇴출당했다. 2008년 일본프로야구의 히로시마 도요 카프에 입단 첫해 110경기에 나와 타율 .273 홈런 15개, 타점 53점을 기록하여 다음 시즌 재계약에 성공했으나 2009년에는 40경기에 나와 타율 .213 홈런 4개, 타점 11점을 기록하여 저조한 성적에 그쳤다.
그 결과 시즌이 끝나고 퇴출되었다.